# Antoni Pogłodowski
Antoni Eustachy Franciszek Pogłodowski z Przytyka (ur. 1858 w Wiedniu) – właściciel ziemski, urzędnik, radca C. K. Namiestnictwa, starosta powiatów galicyjskich, oficer.

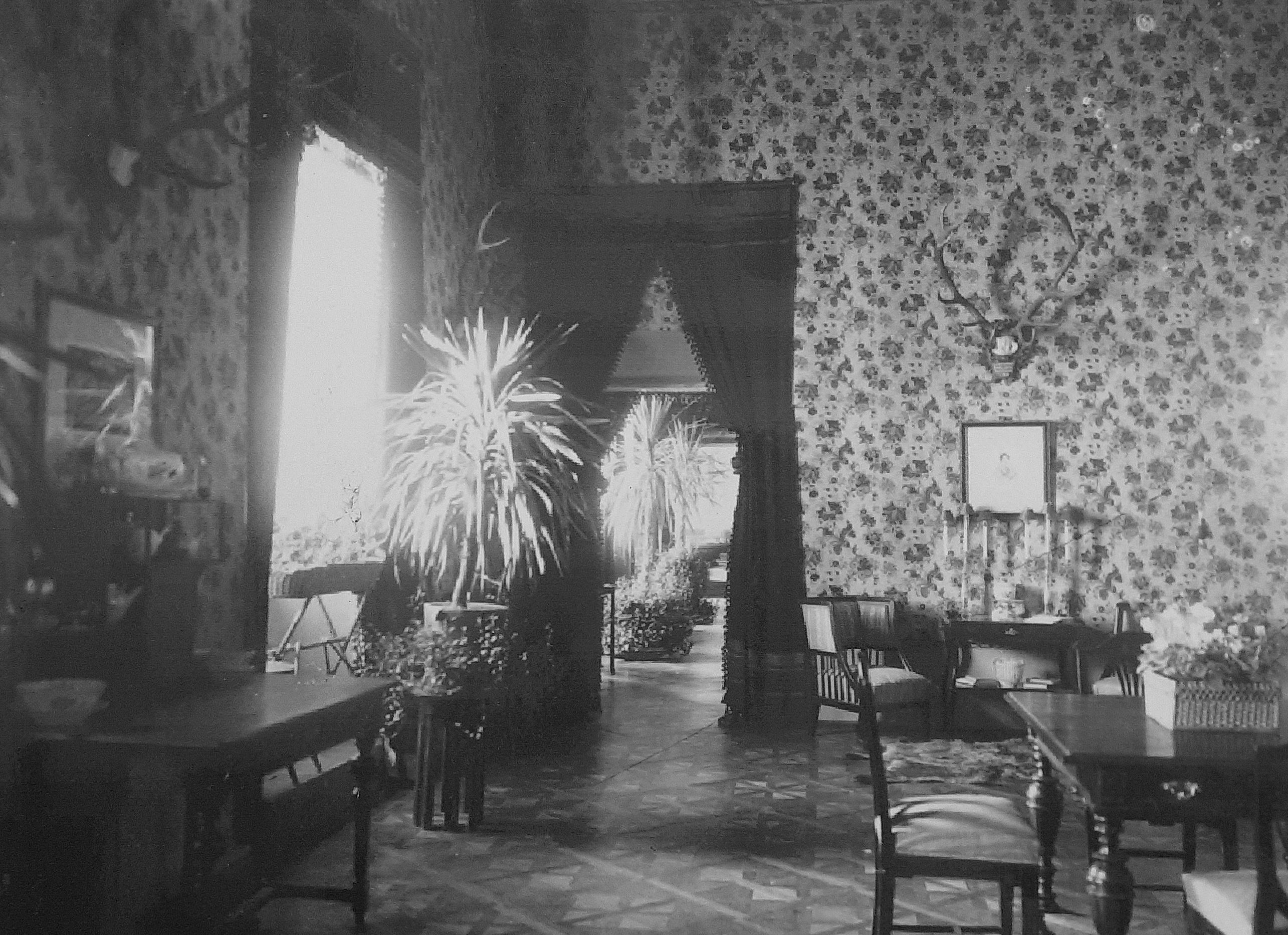
Mieszkanie starosty Pogłodowskiego na zamku w Sanoku (1908)

## Życiorys
Pochodził z rodu Pogłodowskich z Przytyka, nobilitowanego w Austro-Węgrzech w 1880. Na przełomie XIX i XX wieku posiadał majątki ziemskie Berehy Dolne, Berehy Górne, Caryńskie (od 1894), Naściszne – Nasiczne. Jako właściciel powyższych dóbr ziemskich na przełomie XIX/XX wieku był uprawniony do wyboru posła do Rady Państwa.
W C. K. Armii został mianowany podporucznikiem kawalerii w rezerwie z dniem 1 listopada 1881. Był przydzielony do 3 Galicyjskiego pułku ułanów w Łańcucie do około 1886/1887. Następnie, około 1888 został przeniesiony do C. K. Obrony Krajowej i zweryfikowany w stopniu podporucznika z dniem 1 listopada 1881 w korpusie oddziałów konnych. W tym charakterze był przydzielony w grupie nieaktywnych do pułku ułanów Obrony Krajowej Nr 1 w Kołomyi około 1888/1889. Około 1889 został awansowany na stopień porucznika z dniem 1 listopada 1888. Od tego czasu pozostawał z przydziałem do pułku ułanów Obrony Krajowej Nr 3 w Samborze do około 1899. Następnie od około 1899 do około 1903 przy przydzielony do pułku ułanów Obrony Krajowej Nr 4 (Olmütz) w stosunku ewidencji skierowany do służby w pospolitym ruszeniu.
W okresie zaboru austriackiego w ramach autonomii galicyjskiej wstąpił do służby państwowej. Początkowo był zatrudniony jako praktykant konceptowy C. K. Namiestnictwa od około 1880, skąd około 1883 był skierowany do pracy w urzędzie starostwa powiatu jarosławskiego, następnie pracował nadal w C. K. Namiestnictwie, po czym od około 1888 był skierowany do pracy w urzędzie starostwa powiatu bocheńskiego. Następnie przy C. K. Namiestnictwie od około 1890 był koncepistą, od około 1891 komisarzem powiatowym, w tym charakterze około 1894 był skierowany do służby przy C. K. Ministerstwie Spraw Wewnętrznych. Od około 1895 około 1898 sprawował stanowisko starosty c. k. powiatu brzeskiego. W tym okresie pełnił funkcję przewodniczącego C. K. Rady Szkolnej Okręgowej w Brzesku. Od około 1898 do około 1900 urząd starosty c. k. powiatu chrzanowskiego. W tym czasie pełnił funkcję przewodniczącego C. K. Rady Szkolnej Okręgowej w Chrzanowie. Następnie od około 1899 pełnił urząd starosty c. k. powiatu sanockiego. Po objęcia stanowiska w Sanoku został mianowany 26 października 1900 przez cesarza Franciszka Józefa I radcą namiestnictwa we Lwowie. W okresie urzędowania w Sanoku był przewodniczącym tamtejszej C. K. Rady Szkolnej Okręgowej. W Sanoku udzielał się w działalności społecznej. Został członkiem założonej 11 stycznia 1903 w Sanoku pierwszej filii lwowskiego Towarzystwa Chowu Drobiu, Gołębi i Królików. Od 1904 do 1909 pełnił funkcję prezesa Towarzystwa Upiększania Miasta Sanoka, 30 kwietnia 1910 został wybrany wydziałowym TUMS, po odejściu z Sanoka otrzymał tytuł członka honorowego TUMS. 28 stycznia 1905 został wybrany prezesem Towarzystwa Opieki nad Uwolnionymi Więźniami w Sanoku (wiceprezesem został prezes sądu obwodowego Kajetan Chyliński). 8 lutego 1905 Rada gminy Bukowsko nadała K. Chylińskiemu i A. Pogłodowskiemu honorowe obywatelstwo gminy w uznaniu zasług przy budowie gmachu sądowego w Bukowsku. W 1910 otrzymał specjalne podziękowanie od C. K. Rady Szkolnej Krajowej za inicjatywę i wsparcie idei powstania parku im. Chopina na obszarze parku miejskiego w Sanoku, mającego służyć sprawie wychowania fizycznego młodzieży szkolnej.
W październiku 1911 decyzją c. k. Namiestnika z upoważnienia ministra spraw wewnętrznych został przeniesiony ze stanowiska starosty c. k. powiatu sanockiego na urząd starosty c. k. powiatu wadowickiego, który pełnił w kolejnych latach, również podczas I wojny światowej do 1918. Równolegle pełnił funkcję przewodniczącego C. K. Rady Szkolnej Okręgowej w Wadowicach. W tym czasie działał w Towarzystwie Upiększania Miasta Wadowic i Okolicy, przyczyniając się do rozwoju miejscowego parku w okresie I wojny.

## Odznaczenia
austro-węgierskie
- Brązowy Medal Jubileuszowy Pamiątkowy dla Sił Zbrojnych i Żandarmerii (około 1900)[27][63][64].
- Medal Jubileuszowy Pamiątkowy dla Cywilnych Funkcjonariuszów Państwowych (około 1900)[27][63][64].
- Krzyż Jubileuszowy dla Cywilnych Funkcjonariuszów Państwowych (przed 1912)[63][64].
- Odznaka Honorowa Czerwonego Krzyża II klasy z dekoracją wojenną (1917, za zasługi dla Stowarzyszenia „Czerwonego Krzyża” podczas wojny)[68].